# Список університетів України
Список закладів вищої освіти, які мають статус університету.
Заклади з міст, що знаходяться на тимчасово окупованій території, показані в містах, в які їх було переміщено у 2014 році.

## Вінницька область

### Вінниця
- Вінницький національний аграрний університет (1982, з Вінницького філіалу Української сільськогосподарської академії)
- Вінницький державний педагогічний університет імені Михайла Коцюбинського (1912, як Вінницький учительський інститут)
- Вінницький національний медичний університет ім. М. І. Пирогова (1921, з Вінницького фармацевтичного інституту)
- Вінницький національний технічний університет (1974, з Вінницького філіалу КПІ)
- Вінницький фінансово-економічний університет
- Донецький національний університет імені Василя Стуса — з вересня 2014 тимчасово розташований у Вінниці.

## Волинська область

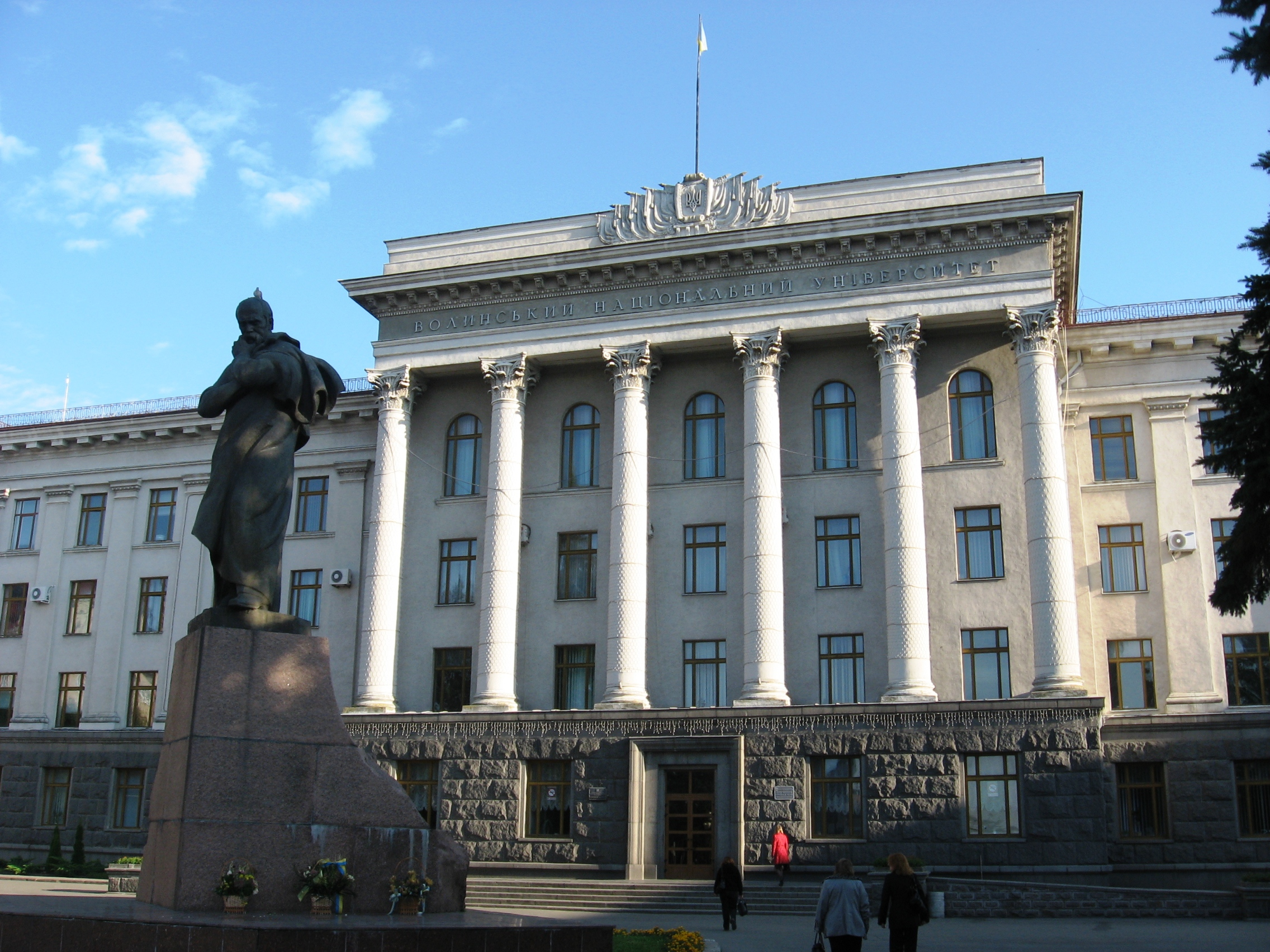
Волинський національний університет імені Лесі Українки

### Луцьк
- Волинський національний університет імені Лесі Українки (1940, як Луцький державний учительський інститут)
- Луцький національний технічний університет (1991, з Луцького філіалу Львівського політехнічного інституту)

## Дніпропетровська область
Детальніше Заклади вищої освіти Дніпропетровської області

### Дніпро
- Дніпровський гуманітарний університет (2003)
- Дніпровський державний аграрно-економічний університет (1930, як Київський зоотехнічний інститут)
- Дніпровський державний медичний університет (1916, на базі Катеринославських вищих жіночих курсів)
- Дніпровський національний університет (1918, на базі Катеринославських вищих жіночих курсів)
- Дніпропетровський державний університет внутрішніх справ (1997, на базі Дніпропетровського училища міліції МВС України)
- Національний технічний університет «Дніпровська політехніка» (1912, на базі Катеринославського вищого гірничого училища)
- Університет імені Альфреда Нобеля (1993)
- Університет митної справи та фінансів (2014, шляхом об'єднання Академії митної служби України та Дніпропетровської державної фінансової академії)
- Український державний університет науки і технологій (2023, шляхом об'єднання
  - Дніпровського національного університету залізничного транспорту,
  - Національної металургійної академії,
  - Придніпровської державної академії будівництва та архітектури,
  - Придніпровської державної академії фізичної культури і спорту,
  - Українського державного хіміко-технологічного університету,
  - Аерокосмічного інституту)

### Кам'янське
- Дніпровський державний технічний університет (1930, як Вечірній металургійний інститут)

### Кривий Ріг
- Державний університет економіки і технологій (1966, як філіал Донецького інституту радянської торгівлі; 2020, шляхом об'єднання Криворізького економічного інституту та Криворізького металургійного інституту Національної металургійної академії України)
- Криворізький державний педагогічний університет (1930, як Криворізький інститут професійної освіти)
- Криворізький національний університет (1922, як Вечірній робітничий технікум)
- Національний університет економіки і торгівлі імені Михайла Туган-Барановського (1920) — з вересня 2014 евакуйований до міста Кривий Ріг

### Нікополь
- Нікопольський економічний університет (НЕУ) (1993, на базі Нікопольської філії Міжнародного Слов'янського інституту управління та права)

## Донецька область

### Бахмут
- Донецький університет економіки та права (ДонУЕП)

### Краматорськ
- Донецький національний медичний університет

### Лиман
- Донецький національний медичний університет (1930) — з вересня 2014 року юридична адреса ВНЗ у м Лиман, навчання також проходить у містах Краматорськ та Кропивницький

### Маріуполь
- Приазовський державний технічний університет (1929, на базі вечірнього робочого металургійного технікуму)
- Маріупольський державний університет (2004, на базі Маріупольського гуманітарного інституту ДонНУ)
- Донецький державний університет управління (2004, на базі Донецької державної академії управління)

### Покровськ
- Донецький національний технічний університет — з вересня 2014 тимчасово переміщений у м. Покровськ

### Слов'янськ
- Донбаський державний педагогічний університет (1954, як Слов'янський учительський інститут)

## Житомирська область

### Житомир
- Державний університет «Житомирська політехніка»
- Житомирський державний університет імені Івана Франка
- Поліський національний університет

## Закарпатська область

### Ужгород
- Ужгородський національний університет
- Східно-європейський слов'янський університет
- Карпатський університет імені Августина Волошина (КаУ)

### Мукачеве
- Мукачівський державний університет

## Запорізька область

### Запоріжжя
- Запорізький державний медичний університет
- Запорізький національний університет
- Національний університет «Запорізька політехніка»
- Класичний приватний університет

### Бердянськ
- Бердянський державний педагогічний університет
- Бердянський університет менеджменту і бізнесу

### Мелітополь
- Мелітопольський державний педагогічний університет імені Богдана Хмельницького
- Таврійський державний агротехнологічний університет імені Дмитра Моторного

## Івано-Франківська область

Івано-Франківський національний медичний університет

### Івано-Франківськ
- Івано-Франківський національний медичний університет
- Івано-Франківський національний технічний університет нафти і газу
- Прикарпатський національний університет імені Василя Стефаника
- Університет Короля Данила

## Київська область

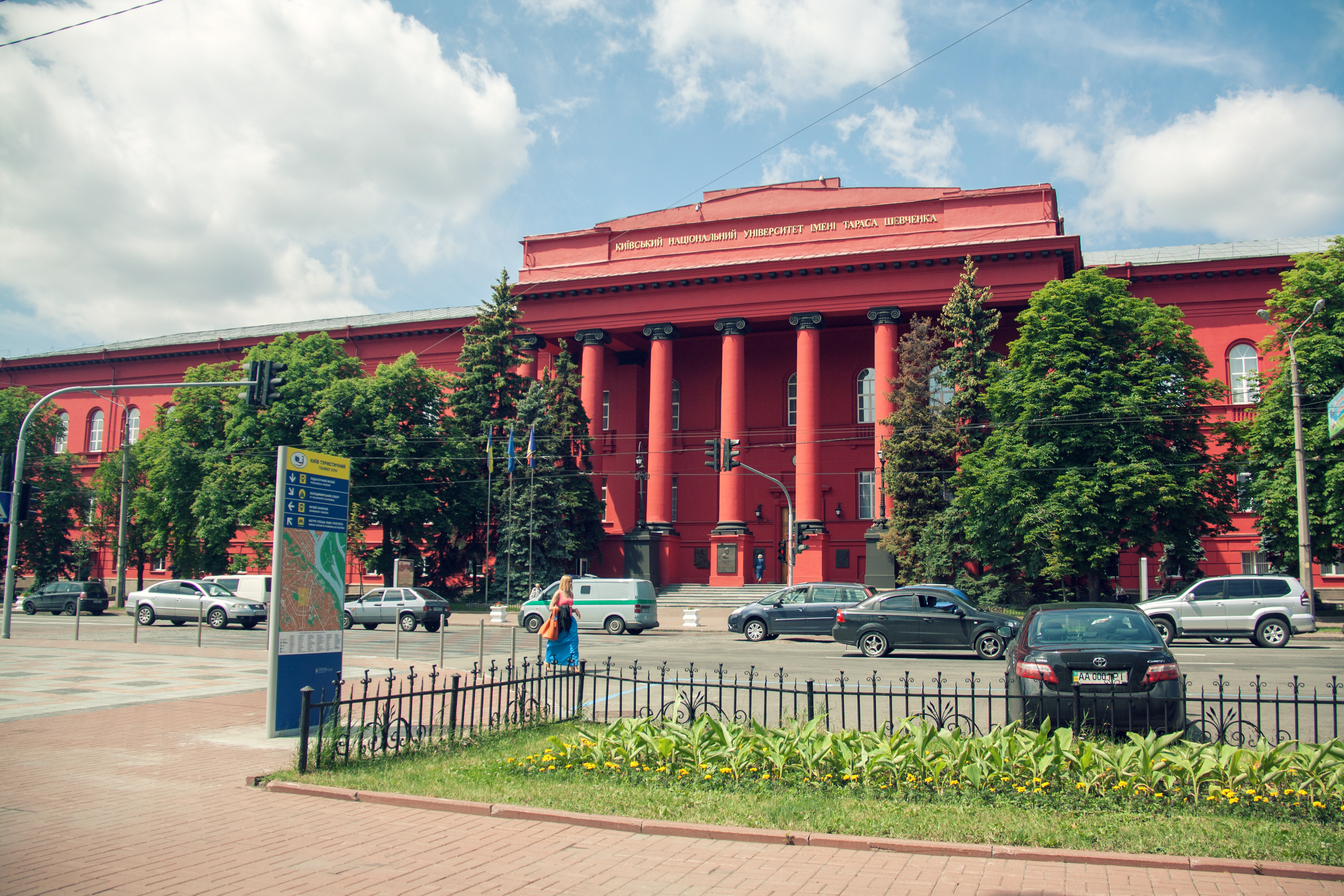
Київський національний університет імені Тараса Шевченка

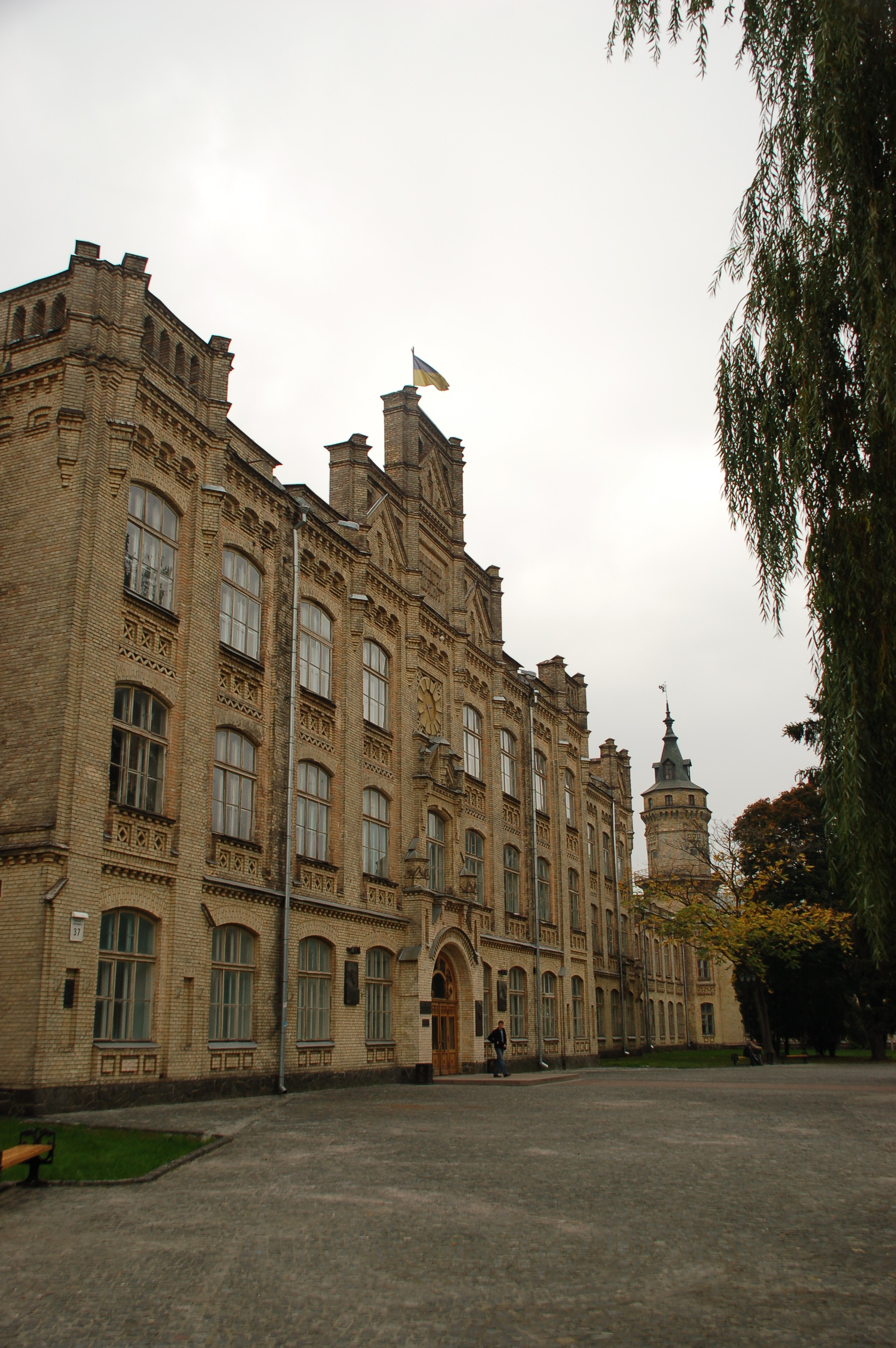
Національний технічний університет України «Київський політехнічний інститут»

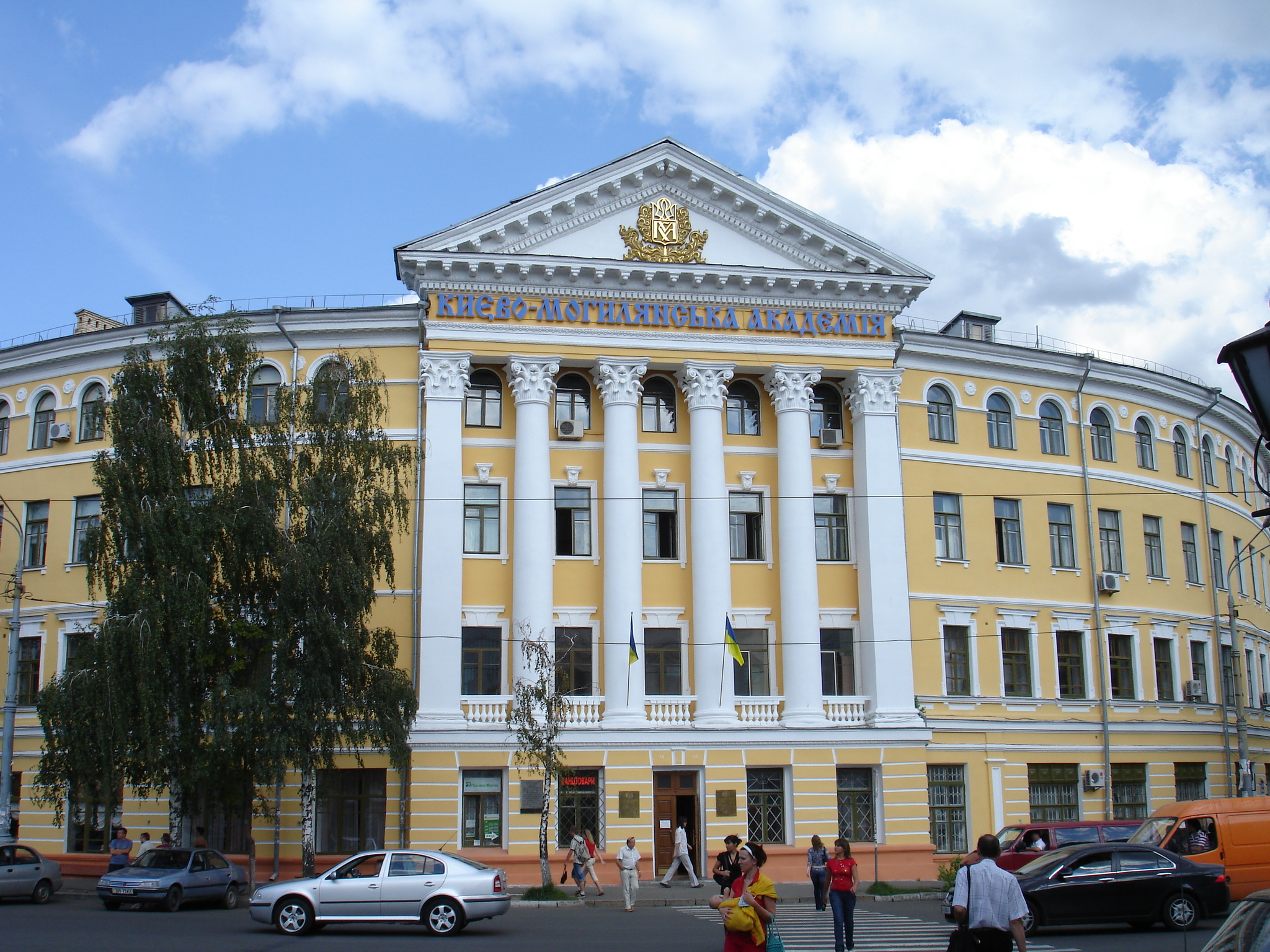
Національний університет "Києво-Могилянська академія"

Детальніше Заклади вищої освіти Києва

### Київ
- Відкритий міжнародний університет розвитку людини «Україна»
- Державний університет телекомунікацій
- Київський міжнародний університет
- Київський університет імені Бориса Грінченка
- Київський національний економічний університет імені Вадима Гетьмана
- Київський національний лінгвістичний університет
- Київський національний торговельно-економічний університет
- Київський національний університет будівництва і архітектури
- Київський національний університет імені Тараса Шевченка
- Київський національний університет культури і мистецтв
- Київський національний університет технологій та дизайну
- Київський славістичний університет
- Київський університет права НАН України
- Київський університет ринкових відносин
- Міжнародний Соломонів університет
- Національний авіаційний університет
- Національний університет біоресурсів і природокористування України
- Національний університет охорони здоров'я України імені П.Л. Шупика
- Національний медичний університет імені О. О. Богомольця
- Національний педагогічний університет імені М. П. Драгоманова
- Національний технічний університет України «Київський політехнічний інститут імені Ігоря Сікорського»
- Національний транспортний університет
- Національний університет «Києво-Могилянська академія»
- Національний університет фізичного виховання і спорту України
- Національний університет харчових технологій
- Український державний університет фінансів та міжнародної торгівлі
- Таврійський національний університет імені В. І. Вернадського — від 2015 року базується в Києві.
- Східноукраїнський національний університет імені Володимира Даля — з квітня 2022 року тимчасово розташований в Києві

### Біла Церква
- Білоцерківський національний аграрний університет

### Буча
- Український гуманітарний інститут

### Переяслав
- Університет Григорія Сковороди в Переяславі

### Ірпінь
- Університет державної фіскальної служби України

## Кіровоградська область

### Кропивницький
- Центральноукраїнський державний педагогічний університет імені Володимира Винниченка
- Центральноукраїнський національний технічний університет

## Львівська область

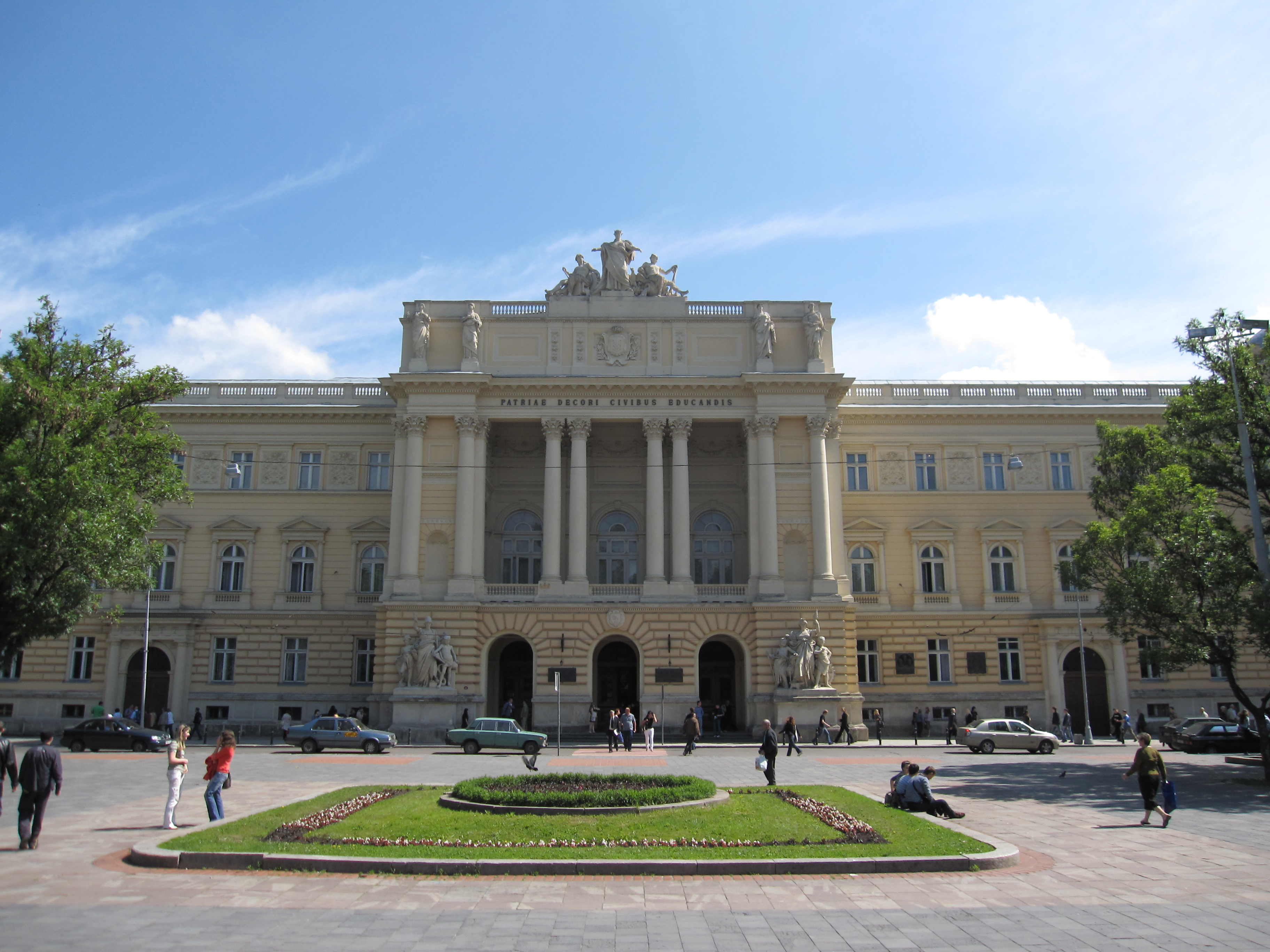
Львівський національний університет імені Івана Франка

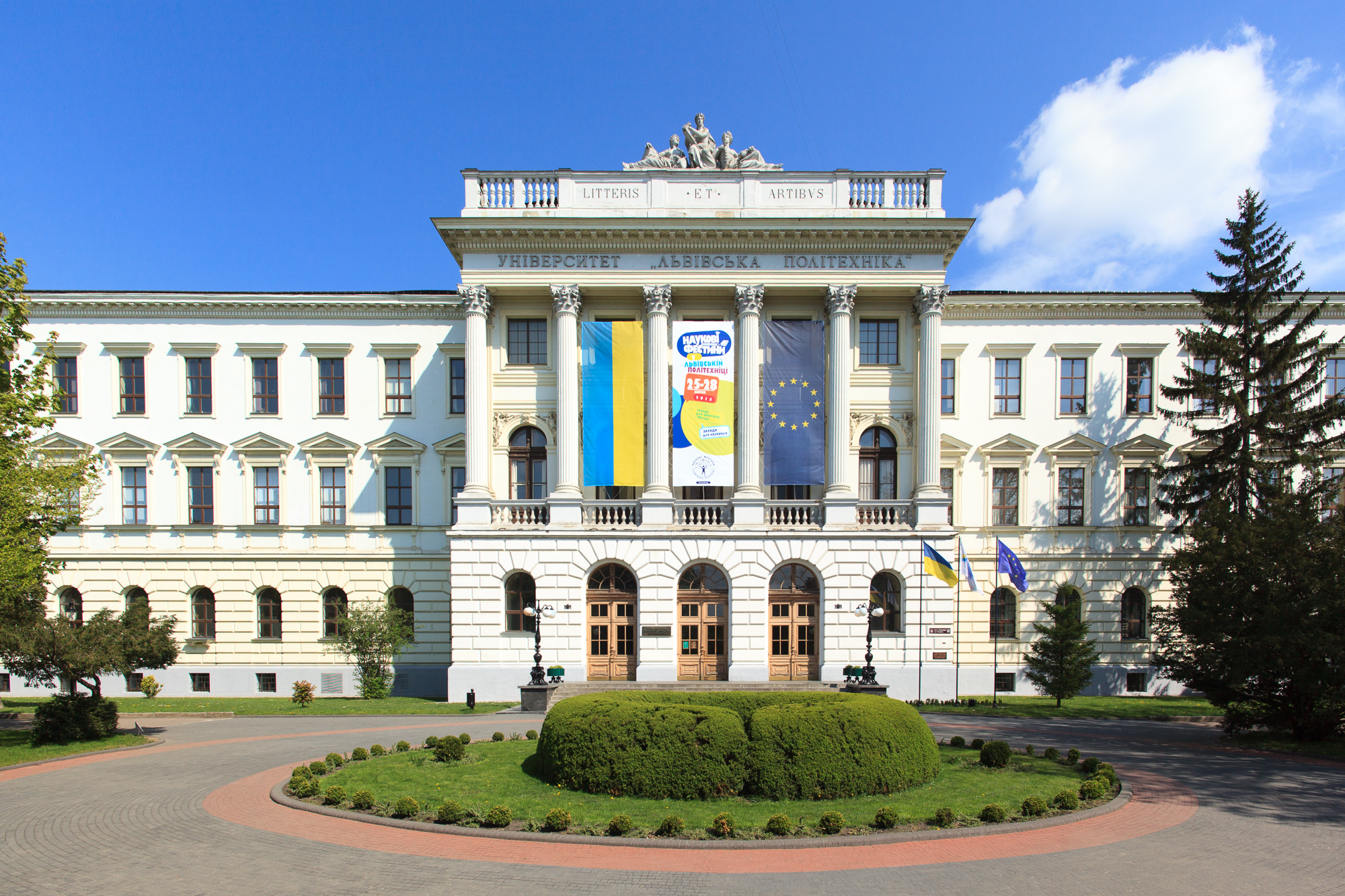
Національний університет «Львівська політехніка»

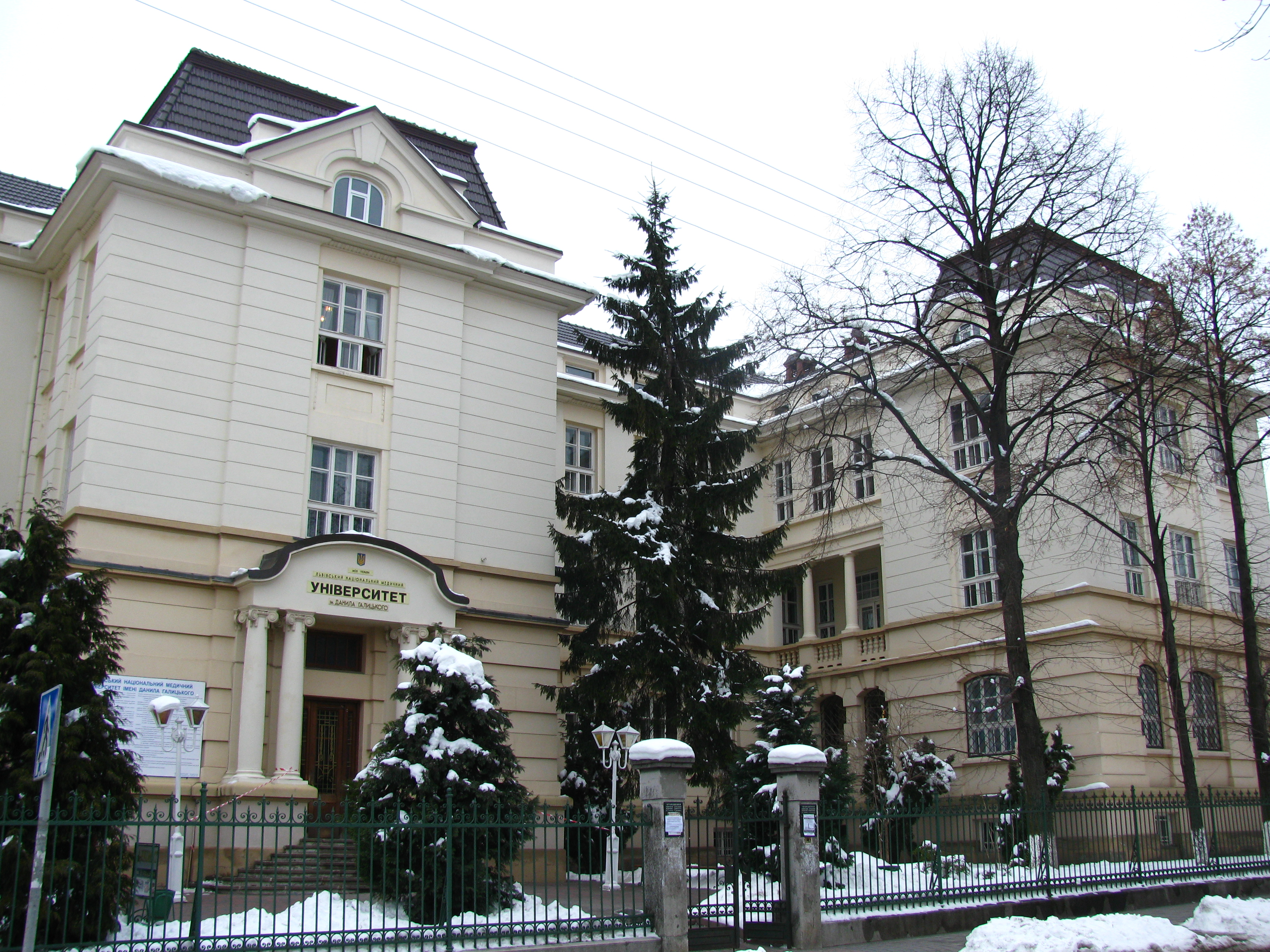
Львівський національний медичний університет імені Данила Галицького

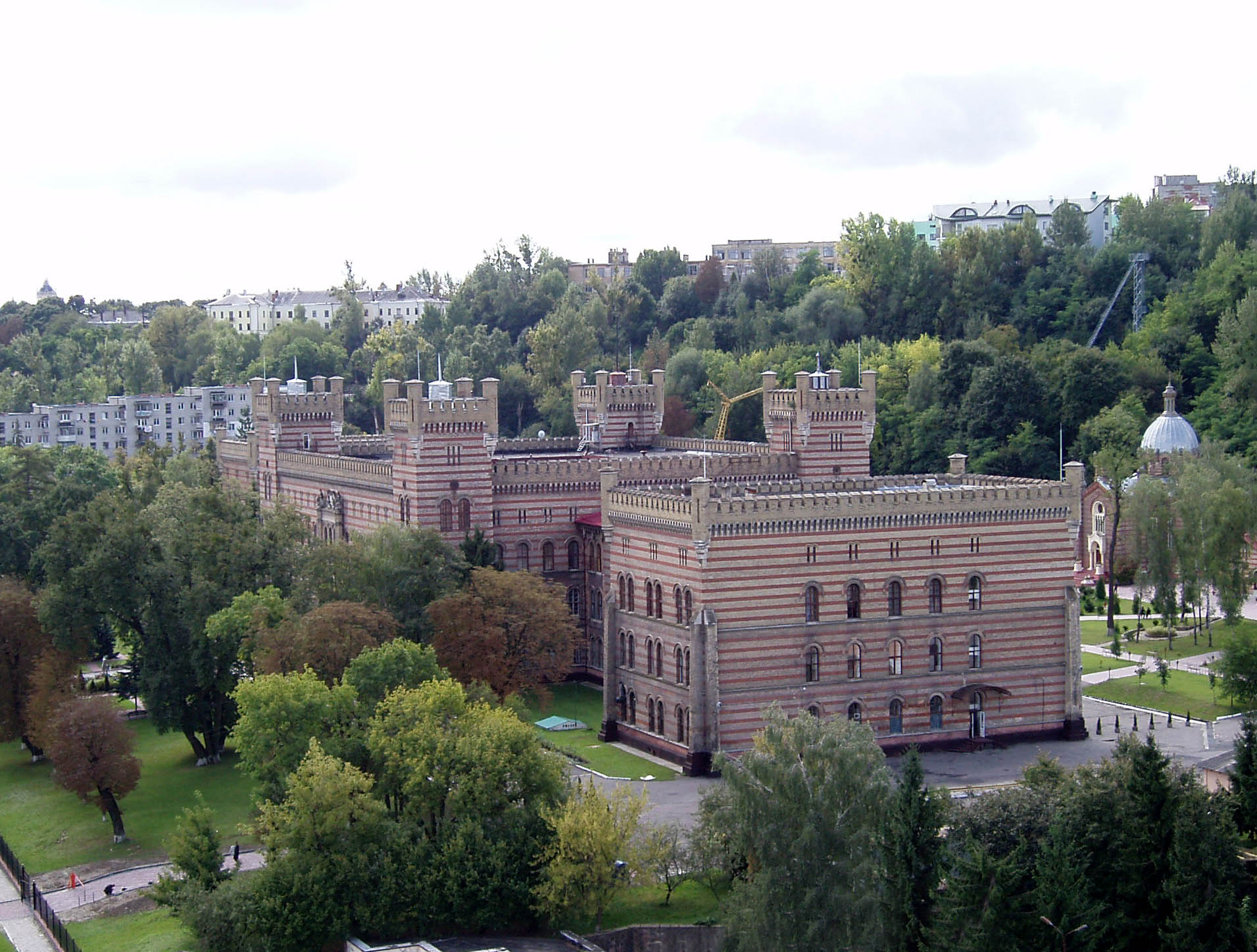
Львівський державний університет безпеки життєдіяльності

Детальніше Заклади вищої освіти Львова

### Львів
- Львівський національний університет ветеринарної медицини та біотехнологій імені Степана Ґжицького
- Львівський державний університет фізичної культури імені Івана Боберського
- Львівський державний університет внутрішніх справ
- Львівський національний медичний університет імені Данила Галицького
- Львівський національний університет імені Івана Франка
- Національний університет «Львівська політехніка»
- Національний лісотехнічний університет України
- Український католицький університет
- Львівський державний університет безпеки життєдіяльності
- Львівський торговельно-економічний університет
- Львівський університет бізнесу та права (ЛУБП)

### Дрогобич

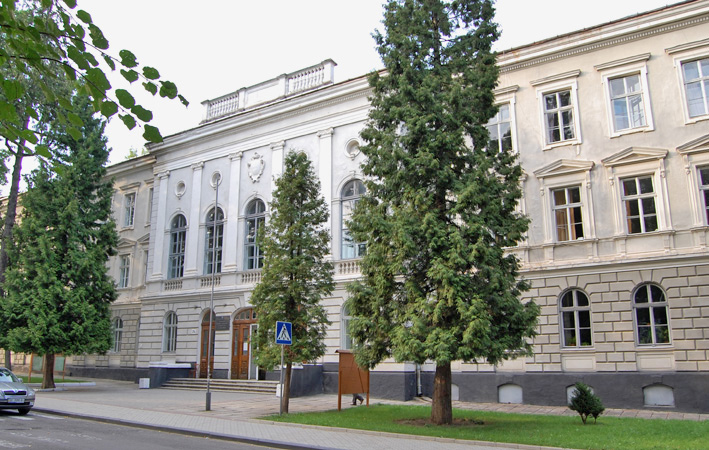
Дрогобицький державний педагогічний університет імені Івана Франка

- Дрогобицький державний педагогічний університет імені Івана Франка

### Дубляни
- Львівський національний аграрний університет (ЛНАУ)

## Миколаївська область
Детальніше Заклади вищої освіти Миколаївської області

### Миколаїв
- Національний університет кораблебудування імені адмірала Макарова
- Миколаївський національний аграрний університет
- Чорноморський державний університет імені Петра Могили
- Миколаївський національний університет імені В. О. Сухомлинського
- Міжнародний класичний університет імені Пилипа Орлика

## Одеська область

### Одеса
- Міжнародний гуманітарний університет
- Національний університет «Одеська юридична академія»
- Одеський державний аграрний університет
- Одеський державний екологічний університет
- Одеський державний університет внутрішніх справ (ОДУВС)
- Одеський національний економічний університет
- Одеський національний медичний університет (ОНМедУ)
- Одеський національний морський університет
- Одеський національний політехнічний університет
- Одеський національний технологічний університет
- Одеський національний університет імені І. І. Мечникова
- Південноукраїнський національний педагогічний університет імені К. Д. Ушинського
- Державний університет інтелектуальних технологій і зв'язку

### Ізмаїл
- Ізмаїльський державний гуманітарний університет

## Полтавська область

### Полтава
- Полтавський університет економіки і торгівлі
- Полтавський національний педагогічний університет імені Володимира Короленка
- Національний університет «Полтавська політехніка імені Юрія Кондратюка»
- Полтавський державний аграрний університет
- Луганський національний університет імені Тараса Шевченка — з квітня 2022 року тимчасово розташований в Полтаві

### Кременчук
- Кременчуцький національний університет імені Михайла Остроградського (КрНУ)
- Кременчуцький університет економіки, інформаційних технологій та управління

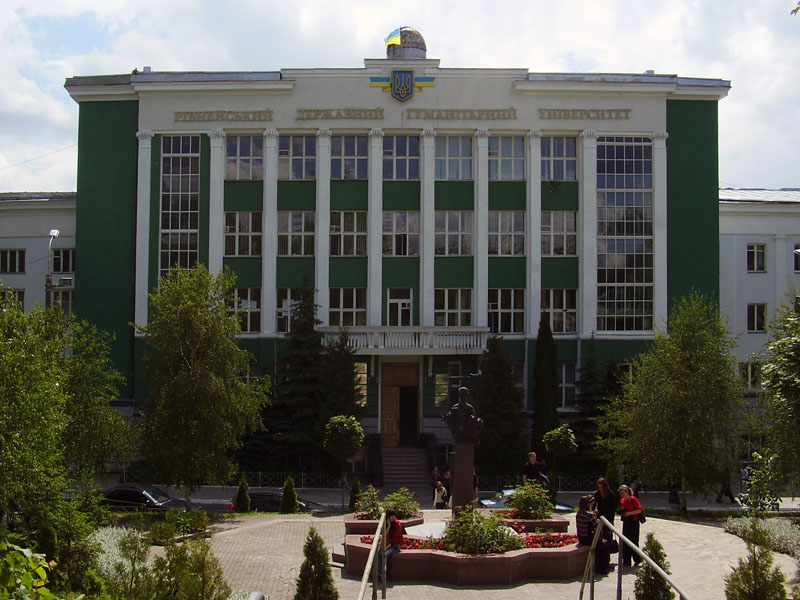
Рівненський державний гуманітарний університет

## Рівненська область

### Рівне
- Міжнародний економіко-гуманітарний університет імені академіка Степана Дем'янчука
- Національний університет водного господарства та природокористування
- Рівненський державний гуманітарний університет
- Луганський державний медичний університет — з квітня 2022 року тимчасово розташований в Рівному

### Острог
- Національний університет «Острозька академія»

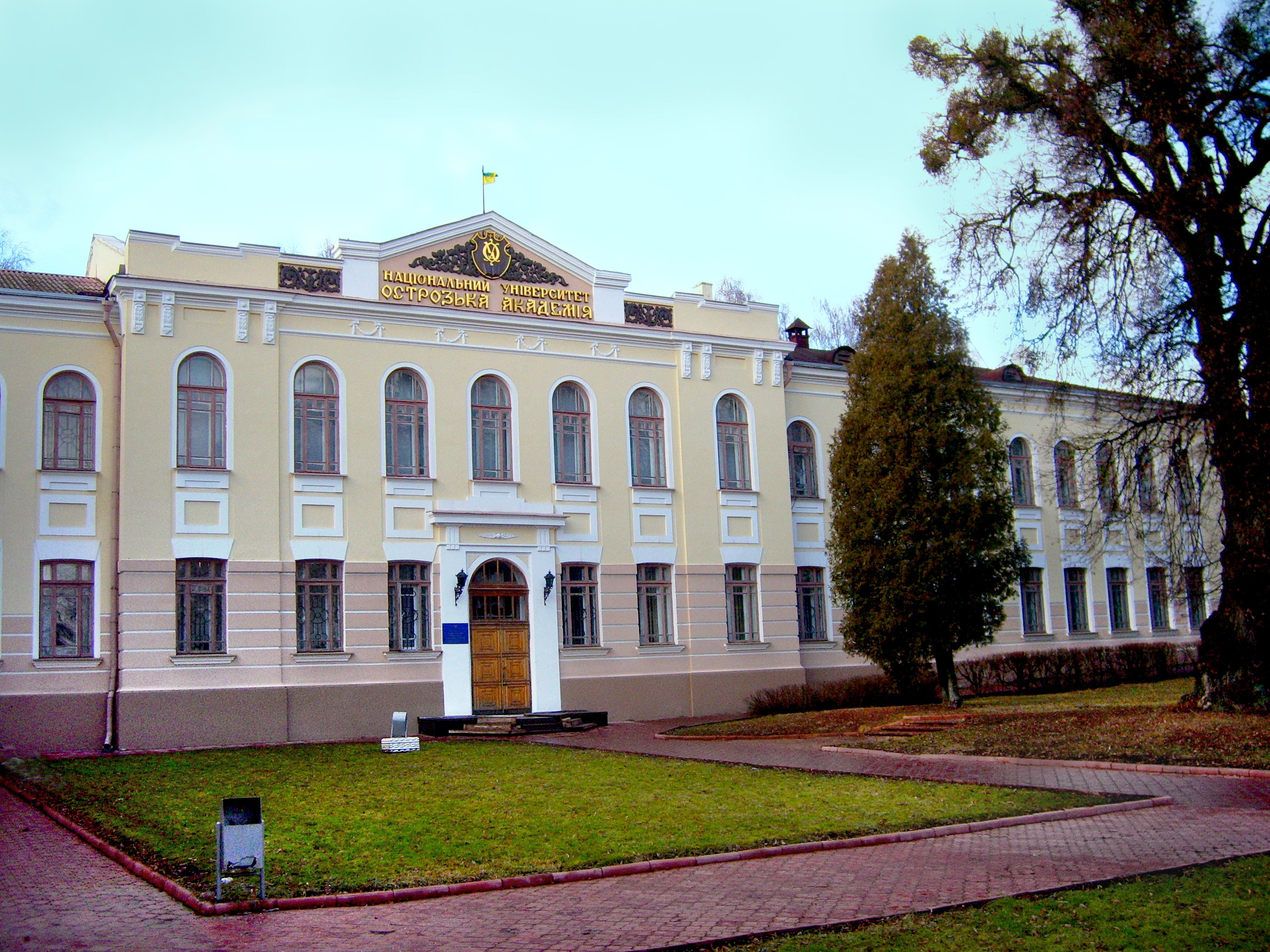
Національний університет «Острозька академія»

## Сумська область

### Суми
- Сумський державний університет
- Сумський національний аграрний університет
- Сумський державний педагогічний університет імені А. С. Макаренка

### Глухів
- Глухівський національний педагогічний університет імені Олександра Довженка

## Тернопільська область

Тернопільський національний технічний університет імені Івана Пулюя

Детальніше Заклади вищої освіти Тернопільської області

### Тернопіль
- Тернопільський національний технічний університет імені Івана Пулюя
- Західноукраїнський національний університет
- Тернопільський національний педагогічний університет імені Володимира Гнатюка
- Тернопільський національний медичний університет імені І. Я. Горбачевського

## Харківська область

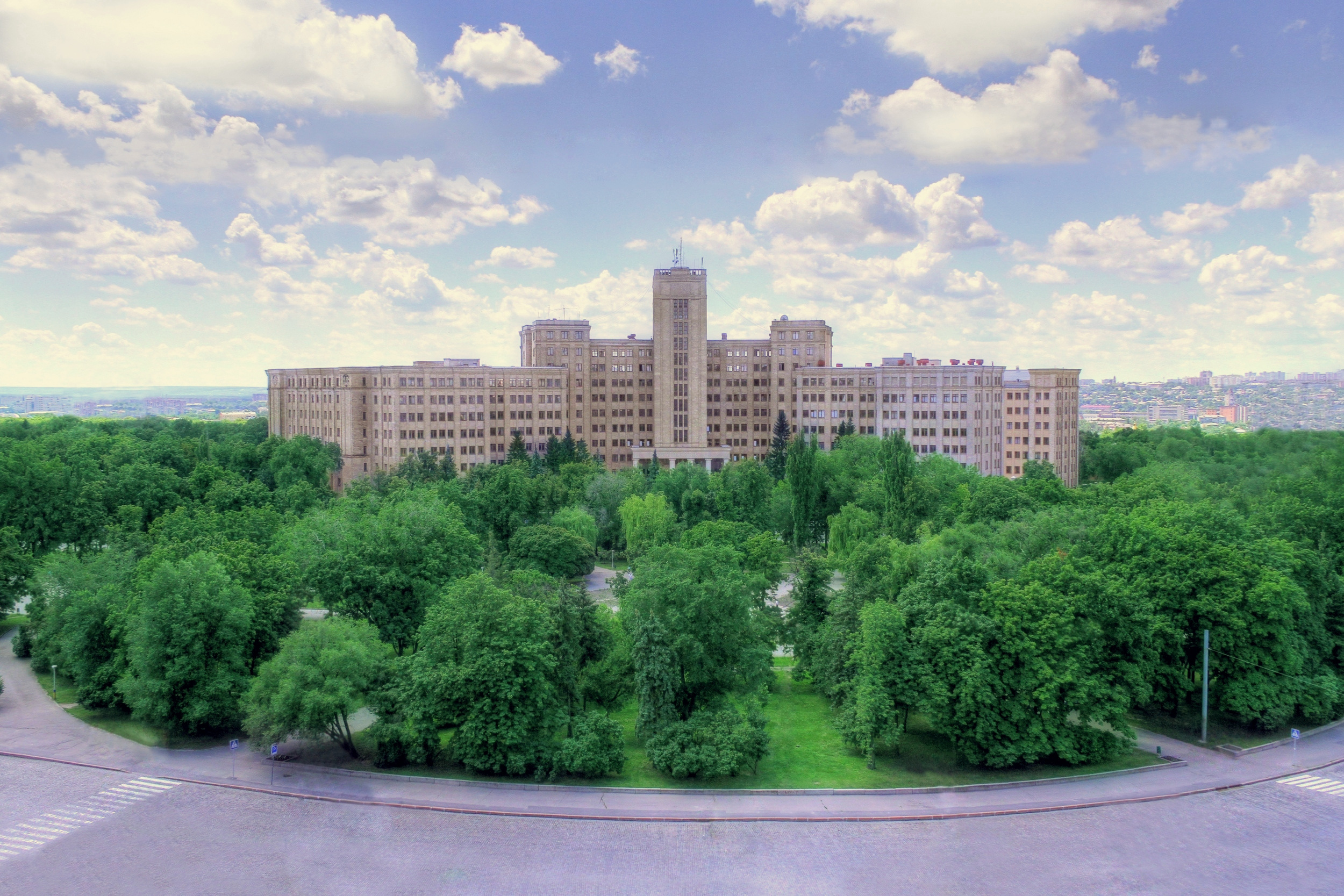
Харківський національний університет імені Василя Каразіна

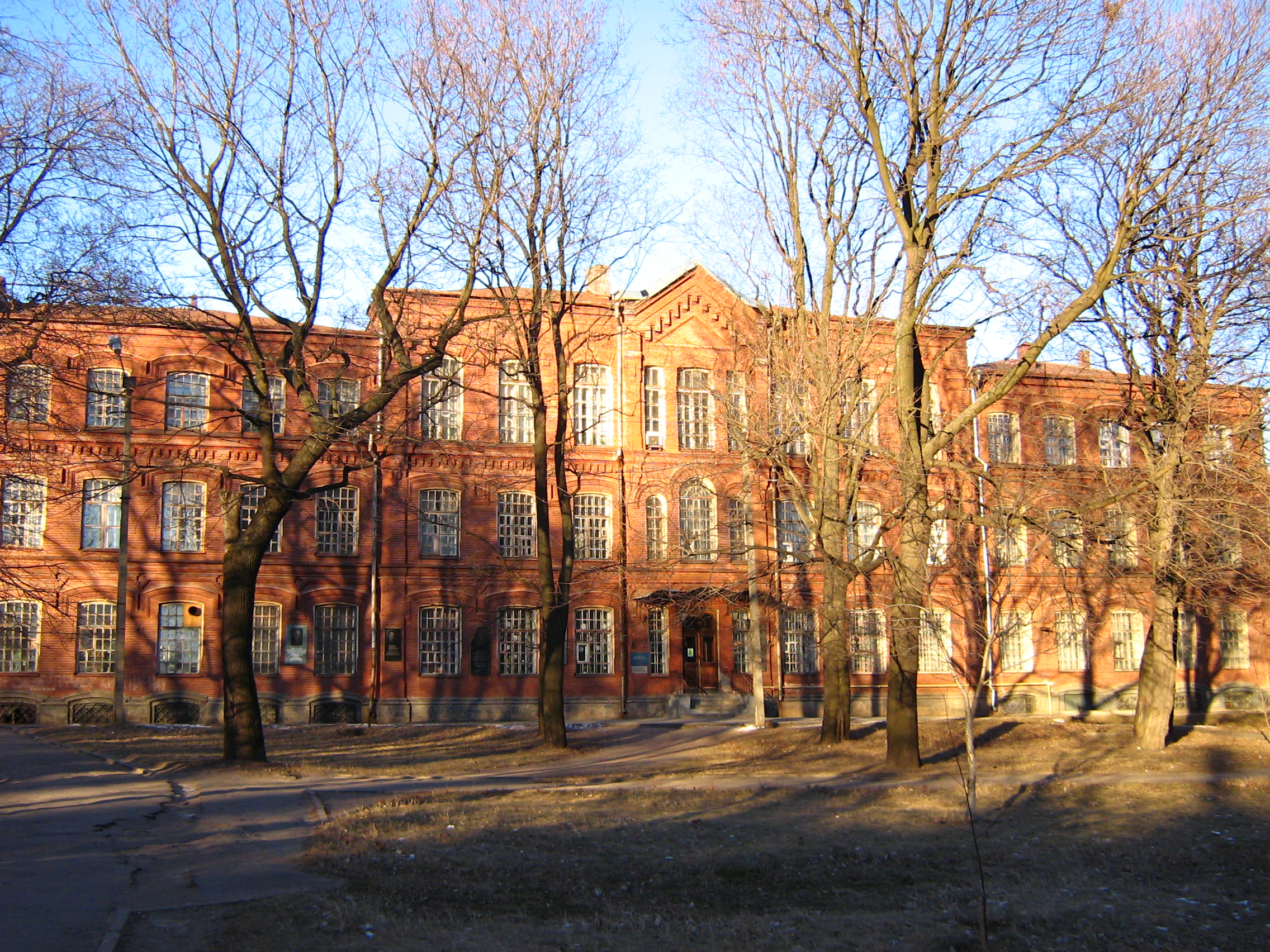
Національний технічний університет «Харківський політехнічний інститут»

Детальніше: Заклади вищої освіти Харкова

### Харків
- Національний юридичний університет імені Ярослава Мудрого
- Харківський гуманітарний університет «Народна українська академія»
- Харківський національний медичний університет
- Харківський національний університет будівництва й архітектури
- Харківський державний університет харчування та торгівлі
- Харківський національний автомобільно-дорожній університет
- Харківський національний економічний університет імені Семена Кузнеця
- Харківський національний педагогічний університет імені Григорія Сковороди
- Харківський національний університет внутрішніх справ
- Харківський національний університет імені В. Н. Каразіна
- Харківський національний університет радіоелектроніки
- Національний аерокосмічний університет «Харківський авіаційний інститут»
- Національний технічний університет «Харківський політехнічний інститут»
- Національний фармацевтичний університет
- Харківський національний технічний університет сільського господарства імені Петра Василенка
- Український державний університет залізничного транспорту (УкрДУЗТ)
- Харківський економіко-правовий університет (ХЕПУ)
- Харківський національний університет Повітряних сил імені Івана Кожедуба
- Харківський національний університет міського господарства імені О. М. Бекетова
- Харківський національний університет мистецтв імені Івана Котляревського

### Докучаєвське
- Харківський національний аграрний університет імені В. В. Докучаєва

## Херсонська область

### Херсон
- Херсонський державний університет
- Херсонський національний технічний університет
- Херсонський державний аграрно-економічний університет

## Хмельницька область
Детальніше Заклади вищої освіти Хмельницької області

### Хмельницький
- Хмельницький економічний університет
- Хмельницький національний університет
- Хмельницький університет управління та права

Кам'янець-Подільський національний університет імені Івана Огієнка

- Хмельницький університет економіки і підприємництва

### Кам'янець-Подільський
- Кам'янець-Подільський національний університет імені Івана Огієнка
- Подільський державний аграрно-технічний університет

## Черкаська область

### Черкаси
- Черкаський державний технологічний університет
- Черкаський національний університет імені Богдана Хмельницького
- Східноєвропейський університет імені Рауфа Аблязова

### Умань
- Уманський національний університет садівництва
- Уманський державний педагогічний університет імені Павла Тичини

## Чернівецька область

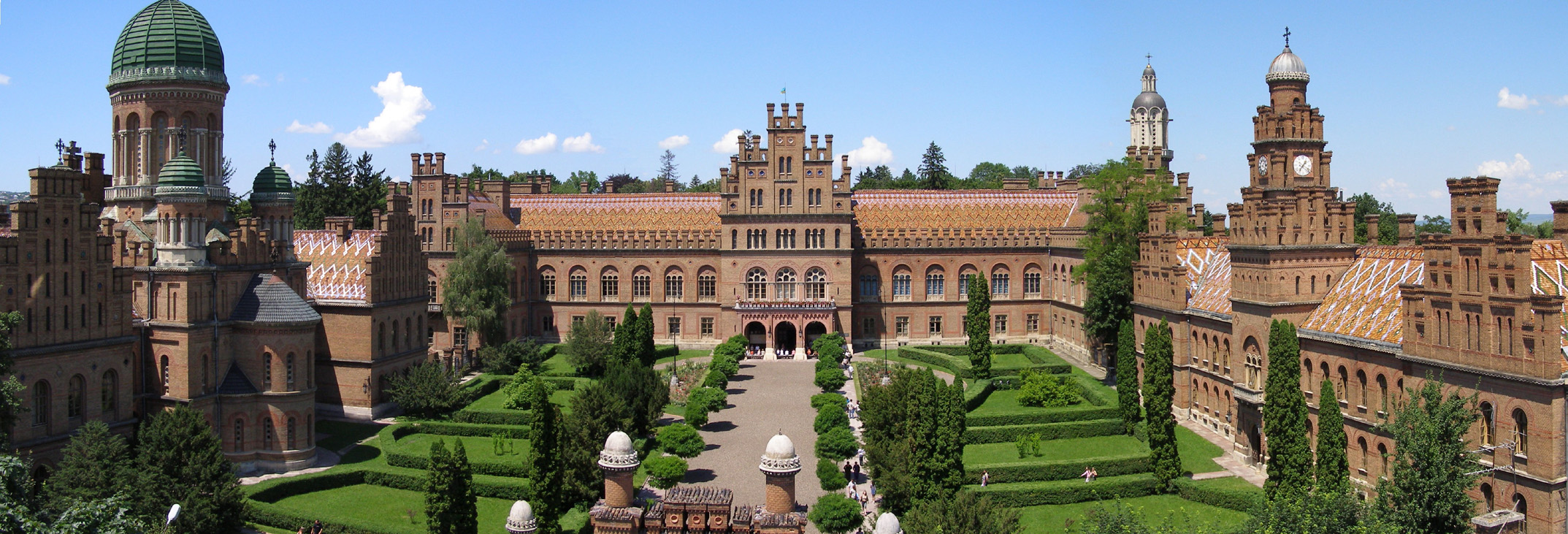
Чернівецький національний університет імені Юрія Федьковича

### Чернівці
- Буковинський державний медичний університет
- Буковинський університет
- Чернівецький національний університет імені Юрія Федьковича

## Чернігівська область

### Чернігів
- Національний університет «Чернігівський колегіум» імені Т. Г. Шевченка
- Чернігівський національний технологічний університет

### Ніжин
- Ніжинський державний університет імені Миколи Гоголя

## Інші
- Університет економіки та права «Крок» (Київ та філії в 9 регіонах)